# Copa Mundial de Rugby League de 2026
La Copa Mundial de Rugby League de 2026 será la decimoséptima edición de la Copa del Mundo de Rugby League. 
En julio de 2024 International Rugby League anunció a Australia como sede del torneo, y a Papúa Nueva Guinea como subsede.

## Selecciones clasificadas
Las ocho selecciones clasificadas para los cuartos de final de la edición 2021 obtuvieron la clasificación automática para la edición 2026, los otros dos clasificados de determinarán en las Series Mundiales 2025 .
| - Australia - Fiyi - Nueva Zelanda - Papúa Nueva Guinea - Samoa - Tonga | - Inglaterra - Líbano |